# 심훈
심훈(沈熏, 본명: 심대섭, 본명 한자: 沈大燮, 1901년 10월 23일~1936년 9월 16일)은 일제강점기의 독립운동가, 소설가, 시인, 언론인, 배우, 영화 감독, 시나리오 각본가였던, 대한제국의 문학가 겸 영화인이다.
그는 한때 문학 및 영화 분야 이외에도, 영화 평론 집필과, 셰익스피어 희곡 작품의 번역 등에도 각각 잠시 손을 대었었다.
대한제국 경기도 과천군에서 3남 1녀 중 삼남으로 출생하였으며, 아명으로 삼보(三保)나 삼준(三俊)을 사용하였다. 친일 성격을 띠었던 가족들과는 달리 1919년 3·1 운동에 참여하였고, 이로 인해 감옥에 투옥되고 학교선 퇴학 처분이 되었다. 이후 중국에서 잠시 체류하기도 했으며, 귀국 후에는 동아일보의 기자로 활동하였다. 1927년에는 일본으로 건너가 영화 공부를 하여 영화 《먼동이 틀 때》를 제작하기도 하였다. 동아일보에서 브나로드 운동을 진행할 때에는 장편 소설 《상록수》를 집필해 당선되었으며, 이듬해 갑자기 장티푸스에 걸려 사망하였다.

## 생애
1901년 10월 23일(음력 9월 12일), 대한제국 경기도 과천군 하북면 흑석리(지금의 대한민국 서울특별시 동작구 흑석동)의 지주 집안에서 태어났다. 심훈의 집안은 '친일적 시류에 순응하는 전통적인 양반 가문 출신의 중산지주 계급'으로, 심훈의 두 형은 친일파였고, 심훈의 첫번째 부인은 일본으로부터 후작 작위를 받은 청풍군 이해승(淸豐君 李海昇)의 누이 이해영(李海映)이었다. 경성제1고등보통학교(현 서울경기고등학교)에 입학해 학교를 다니던 심훈은 4학년이던 1919년 3·1운동에 참여하게 되고, 3월 5일 남대문 학생시위에서 구속되어 8개월형을 받아 투옥되었고, 학교에서도 퇴학 처분을 받으면서 집안과는 다른 길을 걷게 되었다.

### 대학
이듬해 1920년에는 중국 상하이로 건너가 세인트 존스 대학교 철학과에 입학하였다. 그러나 이듬해 1921년 결국 중퇴한 뒤, 중국 항저우로 가서 저장 대학교 극문학과로 재입학했다. 하지만 이마저도 이듬해 1922년에 중퇴하고, 극문회를 조직하였다. 중국에 망명하는 동안 베이징에서 신채호와 이회영 등과 교우하며 열정적으로 독립운동을 부르짖었다.
1924년 중국에서 돌아온 심훈은 《동아일보》에 사회부 기자로 입사하였으며, 1926년에는 《탈회》를 연재하기 시작했다. 언론 운동단체 철필구락부가 언론옹호발표회를 계기로 일제로부터 해산 처분을 받고 (철필 구락부 사건), 심훈 역시 동아일보에서 해직당했다. 같은해 순종이 서거하자 지난 3·1운동과 마찬가지로 독립 운동이 발발할 것이라 예감하고 《시대일보》에 '통곡 속에서'라는 이름의 시를 게재하였다. 심훈 선생의 예견대로 6·10 만세운동이 일어났다.
1927년에는 일본으로 건너가 영화를 공부하고, 식민지 현실을 다루는 영화 《먼동이 틀 때》를 집필, 각색, 감독하여 단성사에서 상영하였다. 이후 《조선일보》에서 '동방', '불사조' 등의 소설을 연재하다가 일제의 게재 중지 조치로 연재를 중단하게 된다. 이 당시 심훈의 대표작이기도 한 《그날이 오면》은 3·1운동 기념일에 발표된 시로, 원래는 시집으로 발간될 예정이었지만 일제의 검열로 인해 출판이 거절당하기도 했다.
1935년 《동아일보》가 브나로드 운동을 진행하고, 창간 15주년을 맞아 농촌과 어촌을 배경으로 하는 장편 소설을 공모하였다. 심훈은 충남 당진에 머물며 장조카 심재영(沈載英)의 야학 운동과 공동경작회 활동을 소재로 삼아 장편 《상록수》를 공모하였고 바로 당선되었다. 당선 상금으로 상록학원을 설립해 농촌 학생들의 교육을 도우기도 했다. 심훈은 《상록수》를 영화화하고자 했지만 일제의 방해로 좌절되었고, 단행본 출간을 목표로 집필에 몰두하던 중 1936년 장티푸스로 사망했다. 심훈 작가가 상록수를 영화로 만들과 하는 뜻은 최은희, 허장강 배우 등이 출연한 영화로 신상옥 감독이 만들었다.

### 사회주의 문학활동 참여
- 1922년 고향인 조선에 돌아온 후에 후에 카프로 통합하는 염군사에서 활동했고, 1925년에 카프에 가입하였다.[7]

## 사후
- 1949년에 시집 《그 날이 오면》, 1952년에 《심훈집》 7권과 1996년에 《심훈 전집》 3권을 출간
- 조선일보에 연재하던 《동방의 애인》과 《불사조》는 일본 제국의 검열로 중단돼 미완성 작품으로 남음
- 2005년 7월 경기고등학교에서 명예졸업장을 추서하기로 결정
- 심훈가의 장손인 심천보 씨가 심훈 선생 관련 유품 등 가문유물 414점을 당진시에 2013년 7월 16일 기증. 당진시에서는 2014년 3월, 심훈기념관을 준공하였다.[8]
- 1977년 충청남도 당진군에서 첫 시작된심훈상록문화제는 심훈 선생을 기리는 복합문화예술 행사로 시작하여 오늘날까지 ‘(사)심훈상록문화제 집행위원회'가 현재 충남 당진시의 후원을 받아 그 정신을 이어지고 있다.
- 심훈의 문학적 업적을 기려 1997년 심훈문학상 제정을 시작으로 당진의 ‘(사)심훈선생기념사업회’와 ‘계간 아시아’가 공동주관하며 매년 수상자를 내고 있다. 2015년에는 심훈문학대상을 제정하여 기성 작가를 대상으로 문학 업적과 발전 공로를 치하하는 등 각계 각층을 대상으로 한 문학상을 제정하여 시상하고 있다.

## 가족 및 친척 관계
- 고조부 : 심능유 - 증 이조참판
- 증조부 : 심의붕(沈宜朋) - 동지돈녕부사
- 증조모 : 연안 이씨 - 승지 이영의 딸
- 증조모 : 전주 이씨 - 이환일의 딸
- 증조모 : 탐진 최씨 - 최완의 딸
  - 조부 : 심정택(沈鼎澤) - 주사
  - 조모 : 광주 안씨 - 도사 안기원의 딸
    - 아버지 : 심상정(沈相涏) - 면장
    - 어머니 : 해평 윤씨 - 주사 윤현영의 딸
      - 첫째형 : 심우섭(沈友燮)
      - 형수(전처) : 대구 서씨 서남순 - 서상춘의 딸
      - 형수(후처) : 진주 강씨 강도원 - 강선흡의 딸
        - 장조카 : 심재영(沈載英) - 심훈 선생의 상록수 집필의 계기가 된 야학운동과 공동경작회를 전개한 인물[9]이라고 심훈 작가의 전기적 사실을 쓴 글들에 나오지만[10], 당진시 지역신문인 당진시대에 따르면 윤성의 심훈기념관 운영위원회 부위원장은 심재영과 박동혁의 삶은 다르다는 비판을 함으로써 심훈 작가의 장조카인 심재영을 본보기로 하지 않은 것일수도 있다는 주장을 했다.[11]

      - 둘째형 : 심명섭(沈明燮)
      - 형수(전처) : 안동 권씨 - 참서 권보상의 딸
      - 형수(후처) : 안동 김씨 김복한
      - 여동생 : 심원섭(沈元燮) - 기계인 유원식에게 출가
      - 전처 : 전주 이씨 이해영(李海映) - 일제 후작 청풍군 이해승(淸豐君 李海昇)의 누이, 군수 이건용(李建鎔)의 딸
        - 장남 : 심재건(沈載健)
          - 장손 : 심천보

        - 차남 : 심재광(沈載光)
        - 삼남 : 심재호(沈載昊[12], 1936 ~ 2021) - 미국 거주

      - 후처 : 죽산 안씨 안정옥(安貞玉)

## 인간 관계
문학과 지성사에서 펴낸 상록수에 나온 심훈 작가의 전기적 사실에 의하면 심훈 작가는 매우 잘생기고, 성격이 밝으며, 말도 아무런 막힘 없이 하셨다고 한다. 아동문학가 방정환(方定煥), 소설가 현진건(玄鎭健) 등과 함께 문우(文友) 관계를 맺었으며 영화감독 윤봉춘(尹逢春), 영화감독 나운규(羅雲奎) 등과 예우(藝友) 관계를 맺었다.
독립운동가 겸 정치가 이범석(李範奭), 독립운동가 겸 정치가 박헌영(朴憲永), 무정부주의 독립운동가 박열(朴烈) 등과 경성고등보통학교 동창이었는데, 특히 동요 《반달》의 작가 윤극영(尹克榮)과는 내외종간(內外從間)이자 동시에 경성고등보통학교 동창이기도 했다.
중국에 망명하는 동안 베이징에서 신채호와 이회영 등과 교우하며 열정적으로 독립운동을 부르짖었다.

## 심훈 선생이 옥중에서 어머니에게 보낸 편지
윤봉길 의사의 종손 배우 윤주빈이 2019년 3.1절 100주년 기념식에서 심훈 선생이 투옥 당시 어머니께 보낸 서간문 '감옥에서 어머님께' 주요 대목을 낭독해 큰 화제가 되었다.

## 학력
- 경성제1고등보통학교 중퇴 (사후에 명예졸업장 추서)
- 중국 상하이 세인트 존스 대학 철학과 중퇴
- 중국 저장성 항저우 저장 대학교 극문학과 중퇴

## 수훈
- 2000년 건국훈장 애국장[17]

## 주요 작품
- 《영원의 미소》(1987년 KBS 1TV에서 드라마화됨)
- 《상록수》
- 《직녀성》
- 《그 날이 오면》
- 《먼동이 틀 때》
- 《동방의 애인》
- 《불사조》
- 《기남의 모험》
- 《새벗》
- 《오월의 비상》
- 《황공의 최후》
- 《뻐꾹새가 운다》

### 《탈춤》
- 1926년 심훈이 지은 영화 소설로 한국영화 현존 가장 오래된 한국 최초의 영화 시나리오 작품이다.
- 하지만, 최근 심훈이 지은 《탈춤》 보다 1년전인 1925년 김춘광이 지은 영화 소설 《효녀 심청전》 이 한국 최초의 영화 시나리오 작품이라는 주장이 제기되었다.[18]

## 관련 문화재
- 당진 필경사 (충청남도 기념물 제107호)

## 같이 보기
| - 상록수 - 상록구 - 최용신 - 이범석 - 박헌영 - 박열 - 신채호 - 이회영 - 임화 | - 심우섭 - 심명섭 - 윤극영 - 방정환 - 이장희 - 현진건 - 이상화 - 브나로드 운동 - 윤봉길 |